# Вознесение Господне
Вознесе́ние Госпо́дне, часто просто Вознесе́ние (греч. Ἀνάληψις τοῦ Κυρίου; лат. Ascensio Domini) — событие новозаветной истории, восшествие Иисуса Христа во плоти на небо, а также установленный в память этого события и обещания о Его втором пришествии переходящий христианский праздник, полное название: Вознесе́ние Го́спода Бо́га и Спаси́теля на́шего Иису́са Христа́ (греч. Ἀνάληψις τοῦ Κυρίου καὶ Θεού καὶ Σωτῆρος ἡμῶν Ἰησοῦ Χριστοῦ), который отмечается в 40-й день по Пасхе и всегда приходится на четверг. Как изъясняет Афанасий Великий, Вознесение Спасителя означает обо́жение Его человеческой природы, которая становится невидимой для телесного ока.

## Новозаветная история
Согласно библейской книге Деяний святых апостолов (Деян. 1:2-11), Иисус после Своего Воскресения явил Себя апостолам, «в продолжение сорока дней являясь им и говоря о Царствии Божием», а затем собрал апостолов в Иерусалиме и повелел им не расходиться, сказав: «вы, через несколько дней после сего, будете крещены Духом Святым». После этого 

Он поднялся в глазах их, и облако взяло Его из вида их. И когда они смотрели на небо, во время восхождения Его, вдруг предстали им два мужа в белой одежде и сказали: мужи Галилейские! что вы стоите и смотрите на небо? Сей Иисус, вознесшийся от вас на небо, придет таким же образом, как вы видели Его восходящим на небо.
— Деян. 1:9-11
О Вознесении Господнем кратко рассказано и в заключительных главах двух Евангелий: от Марка (Мк. 16:19-20) и от Луки (Лк. 24:50-53).
Предсказание о предстоящем Вознесении было дано Иисусом Христом своим ученикам задолго до своей крестной смерти (Ин. 6:62).

## История праздника
До конца IV века праздники Вознесения Господня и Пятидесятницы не разделялись и отмечались на 50-й день после Пасхи.
Во второй половине IV — начале V века указания на отдельное празднование Вознесения Господня встречаются у святителей Григория Нисского, Иоанна Златоуста, Хроматия Аквилейского. О праздновании 40-го дня после Пасхи как Вознесения Господня сообщается в «Апостольских постановлениях» (около 380 года).
К V веку практика празднования Вознесения Господня на 40-й день после Пасхи утвердилась на востоке и западе окончательно.

## Богослужебное почитание

### В православии
Вознесение Господне входит в число двунадесятых праздников. Богослужение совершается с использованием Цветной Триоди. В среду вечером (Вознесение всегда приходится на четверг), служится всенощное бдение. На вечерни поются стихиры праздника, здесь же читаются три паремии, в которых, по мнению Православной церкви, содержатся ветхозаветные пророчества о Вознесении Иисуса Христа: (Ис. 2:2, 3). (Ис. 62:10—12, 63:1—3, 63:7—9), (Зах. 14:4, 8—11). На утрени читается Евангелие от Марка, 71 зачало (Мк. 16:9—20). Каноны праздника написаны Иоанном Дамаскином и Иосифом Песнопевцем. Кондак и икос принадлежат Роману Сладкопевцу. На литургии поются праздничные антифоны, читается Апостол первое зачало (Деян. 1:1—12) и Евангелие от Луки, 114 зачало (Лк. 24:36—53).
|                                             | На греческом | На церковнославянском (транслитерация) | На русском |
| ------------------------------------------- | --- | --- | --- |
| Тропарь праздника, глас 4 (Ἦχος δ')         | Ἀνελήφθης ἐν δόξῃ, Χριστὲ ὁ Θεὸς ἡμῶν, χαροποιήσας τοὺς Μαθητάς, τῇ ἐπαγγελίᾳ τοῦ ἁγίου Πνεύματος· βεβαιωθέντων αὐτῶν διὰ τῆς εὐλογίας, ὅτι σὺ εἶ ὁ Υἱός τοῦ Θεοῦ, ὁ λυτρωτὴς τοῦ κόσμου                                          | Возне́слся еси́ во сла́ве, Христе́ Бо́же наш, ра́дость сотвори́вый ученико́м, обетова́нием Свята́го Ду́ха, извеще́нным им бы́вшим благослове́нием, я́ко Ты еси́ Сын Бо́жий, Изба́витель ми́ра.                                | Вознесся Ты во славе, Христе Боже наш, радости исполнив учеников обещанием Святого Духа, по утверждении их благословением в том, что Ты — Сын Божий, Искупитель мира.                                                           |
| Кондак праздника, глас 6 (Ἦχος πλ. β')      | Τὴν ὑπὲρ ἡμῶν πληρώσας οἰκονομίαν, καὶ τὰ ἐπὶ γῆς ἑνώσας τοῖς οὐρανίοις, ἀνελήφθης ἐν δόξῃ, Χριστε ὁ Θεὸς ἡμῶν, οὐδαμόθεν χωριζόμενος, ἀλλὰ μένων ἀδιάστατος, καὶ βοῶν τοῖς ἀγαπῶσί σε· Ἐγώ εἰμι μεθ' ὑμῶν, καὶ οὐδεὶς καθ' ὑμῶν. | Е́же о нас испо́лнив смотре́ние, и я́же на земли́ соедини́в Небе́сным, возне́слся еси́ во сла́ве, Христе́ Бо́же наш, ника́коже отлуча́яся, но пребыва́я неотсту́пный, и вопия́ лю́бящим Тя: Аз есмь с ва́ми, и никто́же на вы. | Исполнив весь замысел о нашем спасении, и то что на земле соединив с небесным, вознесся Ты во славе, Христе, Боже наш, совсем не оставляя нас, но пребывая неразлучно и взывая любящим Тебя: «Я — с вами и никто — против вас!» |
| Задостойник праздника, глас 5 (Ἦχος πλ. α') | «Σὲ τὴν ὑπὲρ νοῦν καὶ λόγον Μητέρα Θεοῦ, τὴν ἐν χρόνῳ τὸν ἄχρονον ἀφράστως κυήσασαν, οἱ πιστοὶ ὁμοφρόνως μεγαλύνομεν». | Тя па́че ума́ и словесе́ Ма́терь Бо́жию, в ле́то Безле́тнаго неизрече́нно ро́ждшую, ве́рнии, единому́дренно велича́ем.                                                                                                 | Тебя, превыше ума и слова ставшую Матерью Божией, во времени Сверхвременного неизреченно родившую, мы, верные, единомысленно величаем.                                                                                          |

## Иконография
Иконография Вознесения едина: двенадцать апостолов с Богородицей в центре, допускаются вариации лишь в количестве ангелов. На некоторых иконах можно заметить такую деталь — на Елеонской горе, откуда Иисус Христос вознёсся на небеса, изображён след от Его ноги. Паломникам в Иерусалиме показывают такой отпечаток в часовне Вознесения, утверждая, что он есть след Христа на камне.

## В славянских традициях
В славянской народной традиции считалось что с этого дня начинается полный расцвет весны, как бы её окончание и переход к лету.
Под вечер разжигали большой костёр — символ наступления пролетья и расцвета природы. С этого дня «пошёл колос на ниву» — озимая рожь выпускает колос. Водили «колосок» или хороводы, первые «кумления» на зелёных святках.